# Wolodymyr Inosemzew
Wolodymyr Inosemzew (ukrainisch Володимир Іноземцев, engl. Transkription Volodymyr Inozemtsev, auch  russisch Владимир Иноземцев – Wladimir Inosemzew – Vladimir Inozemtsev; * 25. Mai 1964; † 4. Februar 2020) war ein ukrainischer Dreispringer.
1989 wurde er, für die Sowjetunion startend, Vierter bei den Leichtathletik-Hallenweltmeisterschaften in Budapest und Zweiter beim Leichtathletik-Weltcup. 1990 gewann er Bronze bei den Goodwill Games.
Für die Ukraine startete er bei den Leichtathletik-Weltmeisterschaften 1993 in Stuttgart, kam aber nicht über die Qualifikation hinaus.
1989 und 1990 wurde er sowjetischer Meister im Freien, 1989 in der Halle. 1993 wurde er ukrainischer Meister.

## Persönliche Bestleistungen
- Dreisprung: 17,90 m, 20. Juni 1990, Bratislava (ukrainischer Rekord)
  - Halle: 17,53 m, 19. Februar 1991, Stockholm (ukrainischer Rekord)